# Kopa (số đếm)
Kopa (tiếng Belarus: капа́, tiếng Latinh: sexagena, Tiếng tiếng Litva: kapa, tiếng Ba Lan: kopa, tiếng Séc: kopa, tiếng Ukraina: копа́) là một đơn vị đo thời trung cổ được sử dụng ở Trung và Đông Âu, đặc biệt là trong thế kỷ 15-18 tại Đại công quốc Lietuva và Liên bang Ba Lan và Lietuva. Nó biểu thị 60 đơn vị hoặc 5 tá bất cứ thứ gì được tính. Nó được sử dụng để đếm số tiền lớn (đặc biệt là Prague groschens). Ví dụ, tiền chuộc và bồi thường chiến tranh sau Trận Grunwald được tính bằng kopa của Prague groschen; Kho bạc của Đại công tước thế kỷ 16 được tính bằng kopa của groschens Litva. Kopa cũng được sử dụng để đếm hạt lúa hoặc số lượng sản phẩm khác (ví dụ: đinh, trứng, cải bắp).
Ý nghĩa ban đầu của Kopa là số lượng Prague groschens có thể được đúc từ một grzywna bạc. Ở Đại công quốc Lietuva con số đó là 60. Ở Ba Lan, dưới triều đại của Casimir Đại đế (1333-1370), trọng lượng của grzywna đã giảm khoảng 20%. Điều đó có nghĩa là ở Ba Lan kopa bằng 48. Vào thế kỷ 15, Ba Lan đã áp dụng định nghĩa của Litva rằng một kopa bằng 60. Người Đức có một đơn vị tương tự, Schock, để đếm Meißen groschen được đút bởi Frederick II, cử tri của Sachsen và William III, lãnh chúa Thuringia. Đơn vị này đã chính thức bị Đế quốc Nga bãi bỏ vào năm 1825, nhưng vẫn tồn tại trong sử dụng hàng ngày cho đến đầu thế kỷ 20.
Thuật ngữ này thường được áp dụng không chính xác cho các đồng tiền dài của Litva vì các nhà nghiên cứu trước đó tin rằng từ kopa có nguồn gốc từ kapoti của Litva (chặt). Tuy nhiên, đó có thể là một ví dụ về ngữ nguyên dân gian. Ngữ nguyên thực tế không được hiểu đầy đủ.